# Цимлянская улица (Санкт-Петербург)
Цимля́нская улица — улица в Красногвардейском районе Санкт-Петербурга. Проходит от Большеохтинского до Среднеохтинского проспекта.

## История
Не до конца ясно, когда на карте города возникла эта улица. По одним данным, она существует с 1828 года и была названа по фамилии домовладельца Ивана Дребезгова. Другие источники считают, что улица существовала ещё в XVIII веке и носила фамилию охтинского старосты.
Ранее улица проходила от Невы до Среднеохтинского проспекта, а в 1896 году её продлили до Большеохтинского кладбища. Современное название улица получила 15 декабря 1952 года в честь открытия Цимлянской ГЭС в Ростовской области. Участки восточнее Среднеохтинского проспекта и между Невой и Большеохтинским проспектом были упразднены в середине 1950-х годов.

## Транспорт
Ближайшая к Цимлянской улице станция метро — «Новочеркасская» 4-й (Правобережной) линии.

## Пересечения
- Большеохтинский проспект
- Среднеохтинский проспект